# Тотлебен
За руския генерал вижте Едуард Тотлебен.
То̀тлебен е село в Северна България. То се намира в община Пордим, област Плевен.

## География
Намира се на 25 км североизточно от град Плевен, непосредствено до главен път Е83 София-Плевен-Русе. Селото е разположено на малка рекичка, която води началото си от землището на гр. Славяново. Богат на извори е неговият район. Има югоизточно изложение – важна предпоставка за живот, тъй като за този край са характерни силните западни ветрове. Село Тотлебен и неговите земи са разположени в басейна на р. Осъм. Теренът е равнинен, с плодородни черноземни почви.

## История
Благоприятните условия на живот са привлекли вниманието на хората от древни времена, за което свидетелстват намерените останки от жилища, съдове, монети и други предмети и строителни материали. Предполага се, че те са останали от селища, вероятно от времето на траките и от римско време в района на селото. На километър от селото са открити останки от друго селище, където са намерени постройки, остатък от сгради и печки, както и тръби и остатъци от канализация. Това селище вероятно е било от времето на Втората българска държава. Направените открития говорят, че това селище е било с доста напреднала култура.
Към края на 17 в. селото достига около 500 къщи. За това може да се съди по това, че по всички места, където сега има постройки, са намерени останки от жилища от онова време. По преданията можем да считаме, че то било едно от най-големите села в този район. Населението живеело в землянки, покрити със слама, дворовете били заградени с дълбоки ровове. Към края на 17 в, след войните, които води Турция със своите съседи, се появява чума. Чумната епидемия бързо се разпространява и става причина голяма част от населението да напусне селото, търсейки спасение от страшната болест. Чумната епидемия взела толкова широки размери, че в началото на епидемията измрелите семейства ги изгаряли заедно със землянките, а след това само дърветата, които държали вратите и те били затрупвани под развалините на къщите. След това вече никой не се грижи за погребването на измрелите. Селото се обезлюдява напълно. Цели 12 години в селото няма нито един жител. След 12 години населението започва отново да се завръща по родните места.
В началото на 18 век селото достига 15 – 17 къщи. Тогавашните семейства са се състояли от 50 – 60 души. Селото е нападано неколкократно от кърджалийски орди, но бива спасявано чрез откуп. С ликвидирането на кърджалийството населението отново се завръща по старите места. Прииждат нови заселници, които увеличават броя на жителите.
Първият занаятчия, който израства в селото, е прадядо на днешните Бояджиеви – дядо Иванчо, който учи занаят в гр. Ловеч, разнася боядисани прежди по всички села от нашия край, като стига чак до гр. Никопол.
Има сведения, че Васил Левски неколкократно е посещавал селото, като е отсядал в дома на Иванчо Бояджията. През 1870 г. Васил Левски създава революционен комитет в селото.
До 1934 година името на селото е Български Караагач. Основно населението е било съставено от българи и една ромска фамилия. През 1934 година селото е кръстено на знаменития руски военен инженер генерал Едуард Тотлебен.
Интересен факт е, че тук Александър Стамболийски прави сватбата на дъщеря си по времето, когато той е министър-председател на България. Зетят на Стамболийски е от известния род на Бояджиеви. Сватбата се прави на центъра на селото и за нея се прекарва електричество, с което е осветен центърът.
Един от кметовете на селото преди 1944 г. е Христо Тонев. Същият е дарил на селото двора, в който е изградено първото килийно училище, а по късно там е построено новото училище, което съществува. В знак на признателност селото погребва Христо Тонев в двора на училището. Изградил и дарил на селото „долната чешма“, която работи.
През 1939 година по инициатива на ръководената от комунистически активисти Плевенска земеделска камара 26 жители на село Тотлебен основават земеделска кооперация по модела на съветските колхози – трудово кооперативно земледелско стопанство „Възход“. През месец септември 2009 година жителите на село Тотлебен отбелязват неговата 70-годишнина. Пръв председател на това земеделско стопанство става агрономът Панталей Константинов Ангелов (25/06/1903 в Тотлебен – починал след 1983).

## Обществени институции

### Образование и Култура
През 1903 г. 19 жители на селото основават читалище „Пробуда“ (основатели Иван Д. Танчев – председател, Григор Ив. Бояджиев – подпредседател, Върби Георгиев – деловодител). През 1932 г. Министърът на народното просвещение Константин Муравиев посещава село Тотлебен. През 1940 г. гостуват поетесите Калина Малина и Елисавета Багряна, които четат свои стихове в салона на старото читалище, намирало се на мястото на Дома за деца и юноши към ОУ „Кирил и Методий“. Новата сграда на читалището се изгражда и открива през 1958 г.(Председател Младен Антонов, кмет К. Блажев). Предпремиерата на първата поставена в България от Плевенския драматичен театър пиеса на Николай Хайтов се играе в новата сграда на читалище „Пробуда“ през 1962 г., на която присъства и самият автор. През 60-70-те години на миналия век в читалището гостуват многократно със свои постановки Плевенския драматичен театър, илюзионистът Факира Мити, поппевицата Мими Иванова и много самодейни театрални, певчески и други състави. Към читалището е създадена и функционира богата библиотека.
Основно училище „Св. св. Кирил и Методий“. През 1959 година към училището е основан първият в Плевенски окръг Дом за деца и юноши, в който се настаняват деца от социално слаби семейства.
През 1961 г. министърът на народната просвета Начо Папазов посещава Дома за деца и юноши в с. Тотлебен. През 1987 г. Министърът на народната просвета проф. Илчо Димитров посещава с. Тотлебен. През 2010 г. Председателят на Народното събрание Цецка Цачева заедно с министъра на образованието, науката и младежта проф. Сергей Игнатов, министърът на вътрешните работи Цветан Цветанов, областният управител на Плевенска област и други посещават с. Тотлебен и Дома за деца, лишени от родителски грижи „Младен Антонов“.
В село Тотлебен от 1962 до 2002 година се намира единственото в цяла България Логопедично училище за деца с нарушен говор. В Логопедичното училище в с. Тотлебен работеха педагози и логопеди с богата ерудиция и професионален опит. В този период на училището сътрудничат много специалисти от различни университети и институти в страната и в чужбина. Училището се превърна в Школа, дала на страната ни едни от най-добрите специалисти по логопедия. От 2004 г. за възстановяване на училището работи фондацията „Младен и Мария Антонови“.

## Социални дейности
През 1960 г. в с. Тотлебен е основан първият в Плевенски окръг интернат за деца от социално слаби и многодетни семейства – Дом за деца и юноши към местното Основно училище „Кирил и Методий“.
Такъв интернат има още и към Логопедичното училище в с. Тотлебен, база на който са освен двата пансиона към него още и сградата на местния общински съвет. През 80-те години на миналия век около 500 деца с речеви проблеми от цялата страна и от социално слаби и многодетни семейства от окръга се настаняваха в трите пансиона и обучаваха в двете училища в селото.
Наследник на интерната към Логопедичното училище е Домът за деца, лишени от родителски грижи (ДДЛРГ)„Младен Антонов“ за деца от 3 до 18 години. Обновеният Дом за деца, лишени от родителски грижи „Младен Антонов“ в с. Тотлебен, беше открит на 10.12.2012 г. Домът е обновен в рамките на проект, финансиран от Оперативна програма „Развитие на селските райони 2007 – 2013“ към Държавен фонд „Земеделие“, мярка 321 „Основни услуги за населението и икономиката в селските райони“.
Договорът за реализирането му между Община Пордим и Държавен фонд „Земеделие“ е сключен на 11 май 2010 г.

## Кооперативно движение
През 1939 г. в с. Тотлебен се поставя начало на кооперативното движение като се основава първата в България земеделска кооперация – Трудово кооперативно земеделско стопанство (ТКЗС) „Възход“. Тогава е извършена комасация на земеделските земи на кооператорите, което спомага да се интезифицира обработката на земята.
Пръв председател на тази земеделска кооперация е агрономът Панталей Константинов Ангелов (25.06.1903 г. в с. Тотлебен – починал след 1983 г.).
През месец септември 2009 година в с. Тотлебен бе отбелязана 70-годишнината от основаването на първата в страната земеделска кооперация.

## Религия
Православната църква „Св. Георги“ е построена през 1934 – 1935 г.

## Паметници
- Бюст паметник на генерал-инженер Е.И.Тотлебен (1960)
- Паметник костница, в която са препогребани починалите руски войници в разположените в с. Тотлебен два военни лазарета по време на Руско-турската освободителна война 1878 – 1879 г.
- Паметник на руско-българската дружба (1979), изобразяващ руски войник и българско момиченце.

## Чествания
- Особено почитан празник е 6 май – Гергьовден, както и следващия след него 7 май, когато е традиционният сбор на селото.

- Ежегодно честване годишнината от рождението на генерал Тотлебен (8 май 1818 – 18 юни 1884) – патрон на селото. Честването се провежда през всяка първа събота на месец май
- 3 май 2008 г. – честване 190 години от рождението на генерал Тотлебен, организирано от кмета на селото Иван П. Иванов, съпроводено с богата фолклорна програма – празник „Весел Гергьовден“
- 2 май 2009 г. – честване 191-вата годишнина от рождението на генерал Тотлебен, организирано от кмета на селото Иван П. Иванов, съпроводено с богата фолклорна програма („Весел Гергьовден“ 2009) и възстановка на исторически сцени от руско-турската война с участието на генерал Тотлебен – пленяването на Осман паша.
- 1 май 2010 г. – честване на 192-рата годишнина от рождението на генерал Тотлебен, организирано от кмета на селото Емил Гашев и съпроводено от богата фолклорна програма, концерт на духова музика, старинни градски песни и романси, а също и рок-концерт на група Ватикана.
- 7 май 2011 г. – празнуване на 193-годишнина от рождението на генерал Тотлебен, организирано от кмета на селото Емил Гашев и съпроводено от богата фолклорна програма, рок-концерт на група Ватикана, Васко Кръпката и други

## Родени в Тотлебен
Ценко (Цанко) Бояджиев (Цветан Григоров Бояджиев) (05.08.1902 – 16.09.1972 г.) – народен художник от с. Тотлебен, Плевенско. Учил е в Художествена академия в Париж (1923 – 1925). Завършил е висше образование в Загреб, Хърватска (1928 – 1933). Създава много фигурални композиции, портрети и натюрморти. Творби: „Почивка“, „Сенокос“, „Априлци“, „Левски основава революционен комитет“ и др. Художник – постановчик на филмите „Следите остават“, „Сиромашка радост“, „Стубленските липи“ и др.
Младен Вълчев Бенев – лекар, (1924 -1996) в с. Тотлебен, специалист по вътрешни болести и кардиология. Завършил висшето си образование в Медицинска академия в гр. София. След дипломирането си работи в Плевен в Центъра за бърза помощ, Работническа поликлиника и до края на практиката си в Университетска болница Плевен като завеждащ ||-ро вътрешно отделение с филиал в гр. Славяново.
Юрий Асенов Ангелов – актьор, роден на 13 ноември 1949 г. в с. Тотлебен, Плевенско. Ученик е на Апостол Карамитев, завършил е единствения негов 4-годишен клас във ВИТИЗ „Кръстьо Сарафов“. След дипломирането си играе за малко в сливенския театър, а после 23 г. е част от трупата на Народния театър „Иван Вазов“. Напуска доброволно в началото на прехода и избира да живее в Бургас, където повече от 10 г. е на сцената на ДТ „Адриана Будевска“. Има над 20 роли в киното. Снимал се е в „Завръщане от Рим“, „...И дойде денят“, „Сладко и горчиво“ и др.

## Други
- Клуб по конен спорт „Генерал Тотлебен“ (1998), основан от Красимир Младенов Антонов. Провеждани са конни състезания в селото през няколко поредни години 1998, 1999, 2000.